# Antonia Bardolet
Antonia Bardolet i Boix (Vich, Osona, 11 de diciembre de 1877 - Borredá, Bergadá, 17 de diciembre de 1956) fue una escritora y feminista española reconocida

## Biografía
De formación autodidacta, fue una gran defensora de la lengua esperanto. Motivada por una fuerte conciencia social, luchó por los derechos fundamentales de las mujeres y por la cultura del país, lo que la llevó a abanderar más de una manifestación defendiendo una serie de principios patrióticos. Su hogar fue durante años punto de tertulias y encuentros intelectuales. Sus primeros escritos en verso aparecieron en publicaciones periódicas como Gaceta Montañes de Vich y en Feminal de Barcelona. Dedicó la mayor parte de su obra a escribir en prosa. En la Biblioteca d'autors vigatans, publicó la recopilación de narraciones sobre psicología femenina - Siluetes femenines (1918) -, algunas de las cuales aparecieron más tarde en Lectura Popular. En 1918 publicó algunas traducciones del inglés en revistas, la más notoria de las cuales es la novela de la estadounidense Margaret Ellen Henry Ruffin El defensor del silencio, publicada en la Revista de Vich. A lo largo de su carrera literaria, Bardolet obtuvo algunos premios en diversos certámenes. Su afición a la astronomía la hizo colaborar en los estudios que el ilustre astrónomo José Pratdesaba desarrollaba en su observatorio particular de Vich.

## Obra
- Traducción: El defensor del silenci (1918). Vic: Revista de Vic.
- Prosa: Justícia de Déu. Resignació crudel (1921?). Barcelona:  Lectura Popular, v. XXI, núm. 352.
- Narraciones: Siluetes Femenines (1918). Vic: Gazeta Montañesa, Biblioteca d’Autors Vigatans, XI.